# Khu bảo tồn thiên nhiên kênh Burdon
Khu bảo tồn thiên nhiên kênh Burdon ở Belize là một khu bảo tồn thực vật ở huyện Belize, Belize. Được thành lập năm 1992 và có diện tích là 2.217 héc-ta.

## Động vật hoang dã
Cuộc sống của loài chim, cá sấu Morelet, lepidoptera và odonata đã được kiểm tra, cùng với các tuyến đường thủy liền kề xa hơn dọc theo Kênh và dọc theo Lạch Haulover. Nhìn chung, khoảng 50 con chim đã được ghi lại. Meerman cũng bao gồm các ghi chú ngẫu nhiên về thực vật và động vật có vú gặp phải. Kết quả từ các nghiên cứu cho thấy các địa điểm liền kề với khu bảo tồn hiện tại, cụ thể là Haulover Creek và Burdon Canal giữa Jones và Northern Lagoon, chứa đa dạng sinh học cao hơn so với khu bảo tồn. Độ che phủ của khu bảo tồn và khu vực xung quanh đã được lập bản đồ và được thể hiện trên các bức ảnh không khí màu quy mô lớn do Cục Lâm nghiệp tổ chức. Thảm thực vật của khu bảo tồn gần như hoàn toàn là Rừng ngập mặn đỏ, với một vành đai các loài đầm lầy nước ngọt hỗn hợp như Bullet Tree quanh Fabers Lagoon.